# Cambalopsis butteli
Cambalopsis butteli är en mångfotingart som beskrevs av Carl 1922. Cambalopsis butteli ingår i släktet Cambalopsis och familjen Cambalopsidae. Inga underarter finns listade i Catalogue of Life.